# 戴斯蒙·李維林

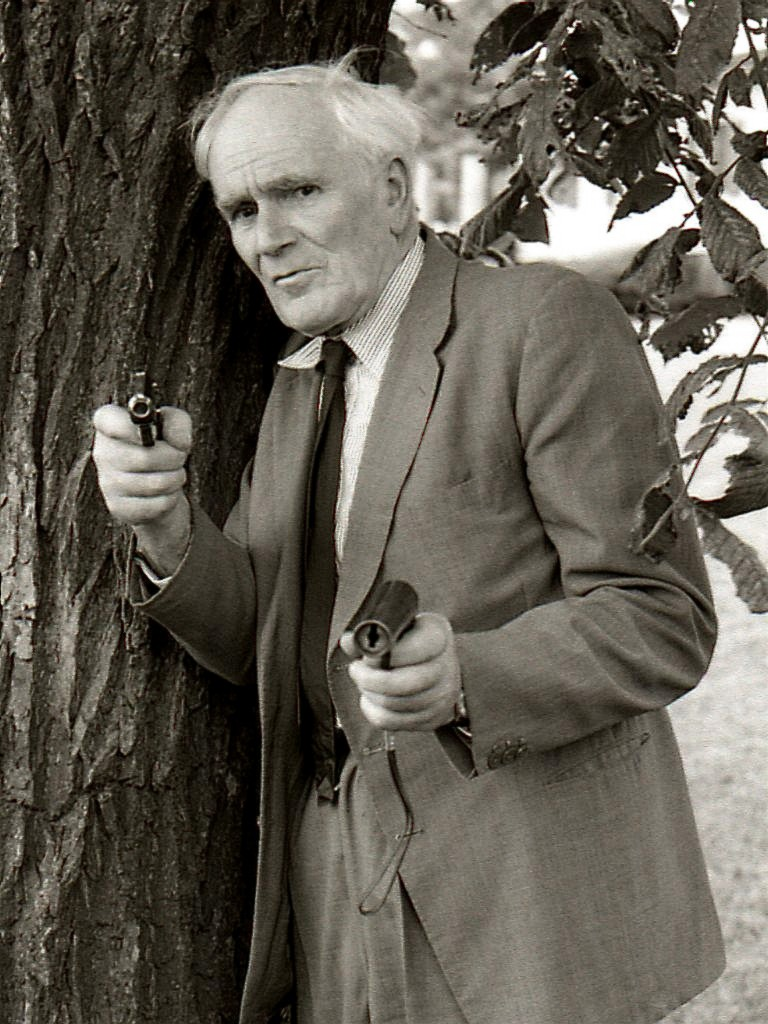
Desmond Llewelyn 戴斯蒙·李維林

戴斯蒙·李維林（Desmond Llewelyn，1914年9月12日—1999年12月19日），威爾斯籍的英國演員。他最廣為人知的代表作即飾演占士邦系列中，專門替龐德研發武器及道具的Q先生。

## 生平

### 早年
戴斯蒙·李維林出生在Monmouthshire的紐波特。父親是一名任職於煤礦礦坑的工程師。原本想當牧師，後來在大學就讀期間曾參與舞台管理的工作，偶爾出演一些小角色。自此接觸演藝事業。
第二次世界大戰爆發後，他的演藝事業被迫中斷、被任命為英國陸軍中尉。1940年他在法國被德軍俘虜，被關押五年直至戰爭結束。

### 007電影的演出
在首部007電影《第七號情報員》中，是由彼得·柏頓飾演Q先生；但後來因柏頓與其他的演出時程相衝突，導演特伦斯·扬遂選了戴斯蒙·李維林自《第七號情報員續集》開始飾演Q。從此之後，除了《生死關頭》外，他便一直參與所有龐德電影的演出，直到去世為止。
他生前最後一部出演的007電影，是1999年的《縱橫天下》。在片中，Q介紹了由約翰·克里斯飾演的助手（被詹姆士龐德戲稱為R），這暗示著他即將退休。後來在2002年的《誰與爭鋒》裡，約翰·克里斯正式扮演Q。

## 逝世
1999年12月19日，就在他歡渡85歲大壽後不久，從朋友家駕車返回的路上，與一輛由一名35歲男子所駕駛之飛雅特Bravo型轎車迎面對撞而身受重傷，不久便去世。羅傑·摩爾曾在葬禮上致詞。
其遺孀帕美拉·瑪莉·李維林則於2001年過世，享年88歲。

## 演出作品
- 《The Lavender Hill Mob》(1951年)
- 《第七號情報員續集》(1963年)
- 《金手指》(1964年)
- 《霹靂彈》(1965年)
- 《雷霆谷》(1967年)
- 《Chitty Chitty Bang Bang》(1968年)
- 《女王密使》(1969年)
- 《金鋼鑽》(1971年)
- 《金槍人》(1974年)
- 《海底城》(1977年)
- 《太空城》(1979年)
- 《最高機密》(1981年)
- 《八爪女》(1983年)
- 《雷霆殺機》(1985年)
- 《黎明生機》(1987年)
- 《殺人執照》(1989年)
- 《黃金眼》(1995年)
- 《明日帝國》(1997年)
- 《縱橫天下》(1999年)